# Közvetlen demokrácia
Direkt vagy közvetlen részvételen alapuló demokráciában a közösség minden tagja személyesen részt vehet a közügyek közvetlen eldöntésében. Ennek gyakorlásához szükséges egy népgyűlés (egy kis létszámú tevékeny közösség), vagy a népszavazás jogintézménye.

## Alapintézményei

### A népgyűlés
A népgyűlésen a közösség minden tagja megjelenhet és azonos jogai vannak:
- Mindenkinek joga van napirendi javaslatokat tenni.
- Mindenkinek egyenlő szavazata van.
- Mindenkinek joga és lehetősége van a közösen hozott döntésekből tanulni, azokról informálódni, és a döntések előtt időben tudomást szerezni a napirendről.

### A népszavazás
A népszavazás jogintézménye számos esetben lehetőséget biztosít a képviseleti demokrácia hibáinak ellensúlyozására vagy egy újabb politikai döntéshozás folyamatát indíthatják el.

## Következményei

### Gazdasági hatása
Svájcban a kantonok nagyban különböznek a közvetlen demokrácia kiterjedésében. Némelyik kantonban a népszavazás intézménye kiterjed a költségvetés kérdéseire beleértve az adókat és a kiadásokat. A szakemberek következtetése alapján (Kirchgässner–Feld–Savioz 1999), a szélesebb körű közvetlen demokráciával rendelkező kantonoknak nagyobb volt a makrogazdasági teljesítménye, mint a többié. Itt gazdaságosan bánnak az adóbevételekkel és kisebb a közösség eladósodása. A közkiadások a többi kantonhoz képest sokkal alacsonyabbak, mivel döntéseik tükrözik az állampolgárok véleményét.

### Társadalmi hatása
Magasabb az állampolgári elégedettségi szint (Stutzer és Frey (2006)), ez a közös döntéshozatalnak és a magasabb életszínvonalnak a következménye. A törvényesítő-integráló szerepe által javul a közösségek megtartó ereje. A polgárok általában az ilyen típusú közösségi döntéseket igazságosnak tartják.  Továbbá nem tartják (Sniderman 1993) túlzottan megterhelőnek, ami az eldöntendő kérdés előzetes és jó tájokoztatásnak is köszönhető.

## Bírálata
- Giovanni Sartori: „ A közvetlen demokrácia gyorsan és végzetesen elbukna  tudatlanság és a hozzá nem értés zátonyán.”
- Platón: „Csupán az „értelmiségi őrök” egy kisebb csoportja – napjaink kifejezéseivel élve: a közpolitika illetékes elitje – volt képes a kormányzásra.”

## Története

### Az ókorban
A történelem első demokráciái (görög poliszok) közvetlen demokráciáknak tekinthetők.
Az athéni állam tíz kerületből állt melyek 1 évre 50-50 tagot küldtek az ötszázak tanácsába. A hivatalban fizetést kaptak. Feladatuk volt a ekklészia (népgyűlés) elé kerülő törvényjavaslatok megvitatása, a határozatok végrehajtása. A hatalom valós birtokosa a népgyűlés volt, melynek tagja volt minden teljes korú athéni polgár. Ez hozta a törvényeket, választotta a tisztviselőket, döntött a háború és béke kérdésében. Nem lehetett polgár a nő, a betelepedett idegen és a rabszolga, valójában így kirekesztették őket a hatalomból, ezért a mai fogalmaink szerint nem tekintjük demokratikusnak az athéni demokráciát.

### Napjainkban
Jó példái a közvetlen demokráciát a mindennapokban gyakorló demokratikus iskolák.
A világon több mint 200 ilyen iskola létezik. Nagyrészt az Amerikai Egyesült Államokban, de Dél-Amerikában, Ausztráliában és természetesen Európában is. Ezen iskolák európai szervezetének neve European Democratic Education Community (EUDEC), mely 1998-ban alakult. A közvetlen demokrácia gyakorlatát biztosító iskolák 1993 óta rendezik meg találkozóikat, évente mindig más kontinensen, az International Democratic Education Conference-t.
A világ legrégebben működő demokratikus iskolája, az angliai Summerhill.
Léteznek olyan politikai pártok is, melyeknek az állam- illetve társadalom modellje a közvetlen demokrácia, és azt szeretnék megvalósítani.

#### Magyarország
- Az Internetes DEmokrácia pártja

#### Svédország
- Aktivdemokrati
- Direktdemokraterna
- Demoex – Democracy Experiment